# 第24回フェブラリーステークス
2007年2月18日に東京競馬場で行なわれた第24回フェブラリーステークスについて詳述する。

## レース施行時の状況
フェブラリーステークスは2007年より国際競走に制定されたため、この競走が国際GⅠとして最初のフェブラリーステークスとなる。

東京競馬場は朝から雨であったが、午後になって急速に回復した。中央・地方を通じて、ここまでGI競走で2着9回という惜敗続きのシーキングザダイヤが単勝1番人気に推された。2番人気は、前年暮れの東京大賞典でそのシーキングザダイヤらを破ったブルーコンコルド。3番人気は平安ステークス2着から参戦のサンライズバッカス。以下、1000万円下条件から3連勝で平安ステークスを制したメイショウトウコン、武蔵野ステークス勝ちを含め7戦連続連対中のシーキングザベストまで単勝オッズ10倍以下の人気という混戦模様であった。当日の天候は晴、馬場状態は不良。

## 出走馬と枠順
| 枠番 | 馬番 | 競走馬名           | 性齢 | 斤量 | 騎手     | オッズ      | 調教師     |
| ---- | ---- | ------------------ | ---- | ---- | -------- | ----------- | ---------- |
| 1    | 1    | サカラート         | 牡7  | 57   | 吉田豊   | 123.4(14人) | 石坂正     |
| 1    | 2    | アジュディミツオー | 牡6  | 57   | 内田博幸 | 14.3(7人)   | 川島正行   |
| 2    | 3    | タガノサイクロン   | 牡4  | 57   | 池添謙一 | 63.7(12人)  | 池添兼雄   |
| 2    | 4    | シーキングザダイヤ | 牡6  | 57   | 武豊     | 3.9(1人)    | 森秀行     |
| 3    | 5    | カフェオリンポス   | 牡6  | 57   | 岩田康誠 | 144.1(15人) | 松山康久   |
| 3    | 6    | メイショウトウコン | 牡5  | 57   | 武幸四郎 | 8.0(4人)    | 安田伊佐夫 |
| 4    | 7    | ブルーコンコルド   | 牡7  | 57   | 幸英明   | 4.0(2人)    | 服部利之   |
| 4    | 8    | フィールドルージュ | 牡5  | 57   | ルメール | 13.3(6人)   | 西園正都   |
| 5    | 9    | リミットレスビッド | 牡8  | 57   | 蛯名正義 | 43.3(11人)  | 加用正     |
| 5    | 10   | シーキングザベスト | 牡6  | 57   | 福永祐一 | 9.2(5人)    | 森秀行     |
| 6    | 11   | オレハマッテルゼ   | 牡7  | 57   | 後藤浩輝 | 39.3(10人)  | 音無秀孝   |
| 6    | 12   | サンライズバッカス | 牡5  | 57   | 安藤勝己 | 5.9(3人)    | 音無秀孝   |
| 7    | 13   | ダイワバンディット | 牡6  | 57   | 北村宏司 | 165.2(16人) | 増沢末夫   |
| 7    | 14   | メイショウバトラー | 牝7  | 55   | ペリエ   | 17.2(8人)   | 高橋成忠   |
| 8    | 15   | ビッググラス       | 牡6  | 57   | 村田一誠 | 20.0(9人)   | 中尾秀正   |
| 8    | 16   | トーセンシャナオー | 牡4  | 57   | 横山典弘 | 70.8(13人)  | 森秀行     |

## レース展開
好スタートからダイワバンディットが先頭に立ち、これにトーセンシャナオー、オレハマッテルゼ、メイショウバトラーなどが続いた。シーキングザダイヤ、ブルーコンコルド、サンライズバッカスの人気3頭はいずれも中団からやや後方を進んでいた。1000メートル通過が58秒9。4コーナーを回って最後の直線、ビッググラス、シーキングザベストなどが横一線に広がった外から、サンライズバッカスが差し脚を伸ばして先頭。坂を登ってからようやく追い込んできたブルーコンコルドが1馬身半まで差を詰めたが及ばず、サンライズバッカスが優勝した。

## 着順
| 着順 | 枠番 | 馬番 | 競走馬名           | タイム | 着差      |
| ---- | ---- | ---- | ------------------ | ------ | --------- |
| 1    | 6    | 12   | サンライズバッカス | 1.34.8 |           |
| 2    | 4    | 7    | ブルーコンコルド   | 1.35.0 | 1 1/2馬身 |
| 3    | 8    | 15   | ビッググラス       | 1.35.4 | 2 1/2馬身 |
| 4    | 3    | 5    | カフェオリンポス   | 1.35.5 | 1/2馬身   |
| 5    | 4    | 8    | フィールドルージュ | 1.35.6 | 3/4馬身   |
| 6    | 5    | 10   | シーキングザベスト | 1.35.6 | ハナ      |
| 7    | 1    | 1    | サカラート         | 1.35.6 | ハナ      |
| 8    | 5    | 9    | リミットレスビッド | 1.35.6 | ハナ      |
| 9    | 2    | 4    | シーキングザダイヤ | 1.35.6 | クビ      |
| 10   | 7    | 14   | メイショウバトラー | 1.35.8 | 1馬身     |
| 11   | 3    | 6    | メイショウトウコン | 1.36.0 | 1 1/4馬身 |
| 12   | 2    | 3    | タガノサイクロン   | 1.36.2 | 1 1/4馬身 |
| 13   | 7    | 13   | ダイワバンディット | 1.36.3 | クビ      |
| 14   | 1    | 2    | アジュディミツオー | 1.36.4 | 3/4馬身   |
| 15   | 8    | 16   | トーセンシャナオー | 1.36.7 | 2馬身     |
| 16   | 6    | 11   | オレハマッテルゼ   | 1.36.8 | 1/2馬身   |